# Li Xuemei
Li Xumei (chiń. 李雪梅; pinyin Lǐ Xuěméi; ur. 1 stycznia 1977 w Guanghan) – chińska lekkoatletka specjalizująca się w biegu na 100 m i 200 m. Najszybsza azjatycka sprinterka w historii.
Podczas zawodów w Szanghaju w 1997 ustanowiła dwa świetne wyniki na 100 i 200 metrów. Pomimo wspaniałych rekordów życiowych nie udało się jej osiągnąć nic wielkiego w późniejszej karierze. Jej rekord życiowy w biegu na 100 metrów to siódmy najlepszy wynik w historii.

## Najlepszy wynik w sezonie

### 100 m
| Rok  | Wiek    | Wynik | Miejsce   | Data            | Wynik na świecie |
| ---- | ------- | ----- | --------- | --------------- | ---------------- |
| 1997 | 20 lat  | 10,79 | Szanghaj  | 18 października | 2                |
| 1998 | 21 lat  | 10,95 | Pekin     | 6 czerwca       | 7                |
| 2000 | 23 lata | 11,25 | Sydney    | 22 września     | 43               |
| 2001 | 24 lata | 11,14 | Guangzhou | 18 listopada    | 19               |

## Najlepszy wynik w sezonie

### 200 m
| Rok  | Wiek    | Wynik | Miejsce   | Data            | Wynik na świecie |
| ---- | ------- | ----- | --------- | --------------- | ---------------- |
| 1997 | 20 lat  | 22,01 | Szanghaj  | 22 października | 2                |
| 1998 | 21 lat  | 22,53 | Bangkok   | 18 grudnia      | 7                |
| 2000 | 23 lata | 23,05 | Chengdu   | 10 maja         | 61               |
| 2001 | 24 lata | 22,75 | Guangzhou | 22 listopada    | 18               |

## Rekordy życiowe
- 100 metrów (10,79 – 18 października 1997 w Szanghaju),rekord Azji i najlepszy wynik na świecie w sezonie 1997
- 200 metrów (22,01 – 22 października 1997 w Szanghaju),rekord Azji
- sztafeta 4x100m (42,23 – 23 października 1997 w Szanghaju),rekord Azji